# ۵۵ قدم
۵۵ پله (به انگلیسی: 55 Steps) فیلمی محصول سال ۲۰۱۷ و به کارگردانی بیله آگوست است. در این فیلم بازیگرانی همچون هلنا بونهام کارتر، هیلاری سوانک، جفری تامبر، تیم پلستر و مایکل کالکین ایفای نقش کرده‌اند.